# Jazztage Dresden
Die Jazztage Dresden sind ein in Dresden jährlich im Herbst stattfindendes internationales Jazzfestival, das sich dem Jazz in seiner gesamten Bandbreite verschrieben hat. Seit 2009 fungiert Kilian Forster, Bassist der Klazz Brothers und Begründer des Festivals, als Intendant der Jazztage Dresden.

## Geschichte
Die Idee zu dem Festival wurde im Jahr 2000 anlässlich eines Konzertes der Klazz Brothers zum 650-jährigen Ortsjubiläum von Unkersdorf geboren und im Folgejahr umgesetzt. Die ersten Unkersdorfer Jazztage fanden vom 20. bis 23. September 2001 statt. Trotz einer extrem kurzen Vorbereitungszeit und der parallel veranstalteten beliebten Weinfeste in Radebeul und Meißen lockte das Festival damals knapp 500 Besucher an.
Nach fünf Jahren Unkersdorfer Jazztage zog das Festival 2006 als Jazztage Dresden in die Landeshauptstadt.
Sowohl internationale Musiker wie Maceo Parker, Monty Alexander, Jacques Loussier, Al Di Meola, Christopher Cross, Mike Stern oder James Morrison als auch deutsche Musiker wie Paul Kuhn, Till Brönner oder Günter „Baby“ Sommer traten bereits bei den Jazztagen Dresden auf. Zu den frühen Spielstätten wie Schauspielhaus, Flughafen oder Societaetstheater kamen später weitere Standorte wie der Königshof am Wasaplatz, die Yenidze, das Rundkino oder die Hochschule für Musik Dresden.
Als feste Punkte im Programm der Jazztage Dresden haben sich die Funk & Soul Night am Flughafen sowie der Swing Band Ball etabliert.
2019 gab es bei den Jazztagen Dresden erstmals eine nicht mit Musik verbundene Veranstaltung. Der umstrittene Historiker Daniele Ganser trat auf und verbreitete unter anderem Verschwörungstheorien zum 11. September 2001.
2020 trat Ganser wieder mit einem Vortrag auf und stellte sich einem Streitgespräch, an dem unter anderem Julia Neigel und Werner Patzelt teilnahmen. Neben dem erneuten Auftritt Gansers wurde auch das zu Beginn der Veranstaltung im Rahmen der COVID-19-Pandemie geltende Hygienekonzept als unzureichend kritisiert. Gäste saßen in Zehnergruppen, sogenannten „freiwilligen Infektionsgruppen“, ohne Abstand und Maske zusammen. Die Gruppen wurden mit 84 Zentimetern Abstand von anderen Gruppen im Saal platziert.
Als 2021 im Verlauf der Veranstaltung in Sachsen die 2G-Regel für Gastronomie und Kultur eingeführt wurde, erklärte der Intendant Kilian Forster das Festival vorzeitig für beendet. Die Regel zwinge Veranstalter dazu, Menschen auszugrenzen, was das Festival nicht mittragen könne und wolle. Bereits im Voraus wurde der Schritt für den Fall einer Einführung der Regel angekündigt.